# Verbunddampflokomotive

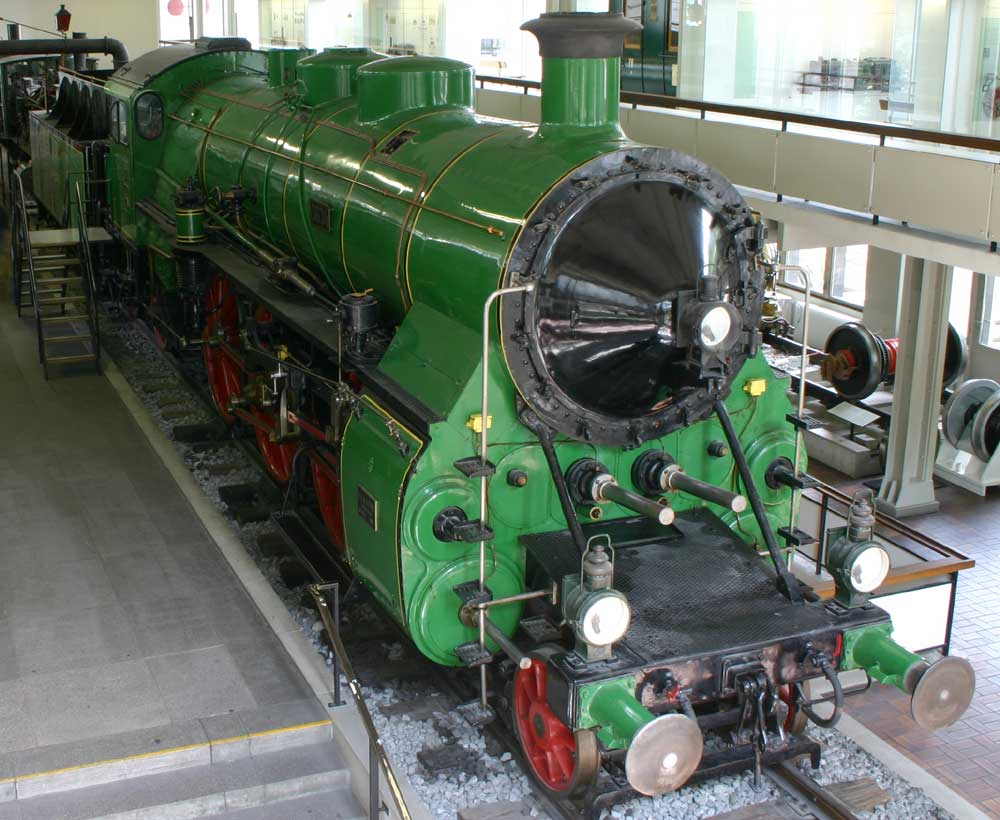
Vierzylinder-Verbundlokomotive Bayerische S 3/6

Eine Verbunddampflokomotive hat eine Dampfmaschine mit zweifacher Ausnutzung der Dampfdehnung in getrennten Zylindern, die als Verbundwirkung bezeichnet wird. Eine Verbunddampflokomotive hat demgemäß mindestens zwei Zylinder, weiterentwickelte Bauarten hatten zwei Zylinderpaare.

## Betriebsmerkmale
Im ersten Zylinder, dem Hochdruckzylinder mit kleinerem Durchmesser, wird ein Teil des Wärmegefälles des Dampfes durch Ausdehnung und Kolbenbewegung in Arbeit umgesetzt. Der nach der Ausdehnung austretende Dampf wird in einen Zwischenbehälter (Aufnehmer oder Receiver) geleitet, der den Dampf an den Niederdruckzylinder abgibt. Betragen die Kurbel-Versatzwinkel zwischen den Treibradgestängen des Hoch- und Niederdruckzylinders 90°, so muss der Aufnehmer einen ziemlich großen Inhalt aufweisen, um einen Rückdruck auf den Hochdruckkolben zu vermeiden. Sind die Bewegungen von Hochdruck- und Niederdruckkolben dagegen gleich oder genau gegenläufig, genügt statt des Zwischenbehälters ein einfaches Dampfleitungsrohr. Durch Ausnutzung der Dampfdehnung in zwei Dampfzylindern hintereinander werden wesentliche Ersparnisse erzielt. Die effiziente Ausnutzung der Verbundwirkung ist an einen hohen Dampfdruck gebunden, die Anwendung bei Kesseldrucken von weniger als 13 Atm. Überdruck erscheint unzweckmäßig.
Für den Betrieb mit Nassdampf von 12 bis 16 Atm. Druck wurde eine Verminderung des Dampfverbrauchs von 15 bis 25 % festgestellt sowie ein im gleichen Maße verminderter Brennstoffverbrauch. Beim Vergleich mit einer Lokomotive mit einfacher Dampfdehnung ist die Steigerung der Wirtschaftlichkeit oft noch größer, da der weniger beanspruchte Kessel der Verbundlokomotive einen besseren Wirkungsgrad hat. An Lokomotiven mit hoch überhitztem Dampf ist der Gewinn durch die Verbundwirkung dagegen weniger ausgeprägt, da sich bei Heißdampf die Abkühlungsverluste im Dampfzylinder weniger bemerkbar machen. Der Gewinn durch die Verbundwirkung beschränkt sich an Heißdampflokomotiven auf 10 bis 15 %.
Besondere Anfahrvorrichtungen ermöglichen, Frischdampf mit höchstem Druck in alle Zylinder zu leiten, um bei Fahrtbeginn oder niedrigen Geschwindigkeiten die größtmögliche Zugkraft zu erreichen.
Als wesentliche Nachteile der Verbunddampflokomotiven werden angesehen, dass das Anfahren besondere Einrichtungen erfordert, und dass durch deren Schwachpunkte die maximale Zylinderzugkraft geringer ist als bei vergleichbaren Zwillingslokomotiven. Die optimale Verteilung der Arbeit auf beide Zylinder gelingt nur bei bestimmten Betriebszuständen. Allerdings hat sich im Betrieb gezeigt, dass selbst stärkere Unregelmäßigkeiten an zweizylindrigen Verbundlokomotiven ohne wesentliche Nachteile bleiben. Vierzylindrige Verbundlokomotiven sind in dieser Hinsicht noch weniger empfindlich.
Eine unerwünschte Folge des großen Zylinderrauminhaltes der Niederdruckzylinder ist der größere Laufwiderstand im Leerlauf, der sich bei schnell fahrenden Lokomotiven besonders auswirkt. Hier müssen wirksame Methoden zur Verringerung der sonst beträchtlichen Luftpumparbeit eingesetzt werden.
Da sich die Vorteile der Verbundwirkung nur innerhalb gewisser Grenzen auswirken, ist der Entwurf von erfolgreichen Vierzylinder-Verbundlokomotiven erheblich schwieriger als von Lokomotiven mit einfacher Dampfdehnung. Dieser Umstand ist nicht immer für eine allseitig zufriedenstellende Konstruktion beachtet worden.

## Entwicklungsgeschichte

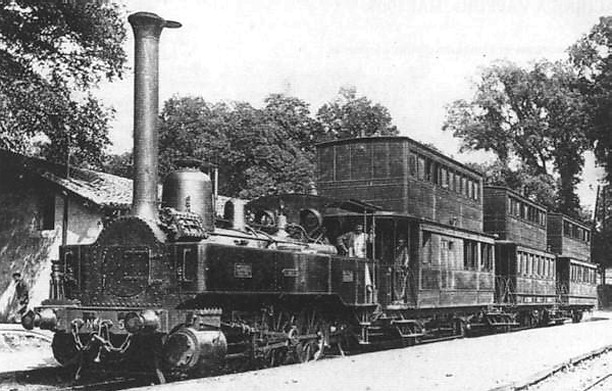
Mallets erste Verbundlokomotive

Erste Versuche bei Dampflokomotiven mit der bei ortsfesten Dampfmaschinen bereits eingeführten Verbund-Technologie führte ab 1876 Anatole Mallet durch. Er rüstete eine zweizylindrige Lokomotive für die Eisenbahn Biarritz-Bayonne mit einem Hoch- und einem Niederdruckzylinder aus, in denen die Dampfdehnung nacheinander erfolgte. Dieses Fahrzeug erreichte im Betrieb eine Brennstoffersparnis von 25 % gegenüber Lokomotiven mit einfacher Dampfdehnung.
Bei den Preußischen Staatseisenbahnen kam 1880 mit der Baureihe T 0 erstmals  eine von August von Borries entworfene zweizylindrige Verbunddampflokomotive zum Einsatz. In England baute Francis William Webb ab 1879 auf der London and North Western Railway mehrere Baureihen dreizylindriger Verbundlokomotiven mit zwei Hochdruckzylindern und einem Niederdruckzylinder, die je eine besondere, ungekuppelte Achse antrieben, die jedoch keinen Erfolg hatte. Darunter die Dreadnought-Klasse von der sogar ein Exemplar in die Vereinigten Staaten verkauft wurde. Einer 1892 in Österreich gebauten dreizylindrigen und dreifach gekuppelten Verbundlokomotive, der StEG II 581, war ebenfalls kein überzeugender Erfolg beschieden.
Um 1876 untersuchte Alfred de Glehn in Frankreich die Möglichkeiten der Verbundwirkung zur Verwendung auf Dampflokomotiven. Daraus ergab sich 1886 die zusammen mit Gaston du Bousquet entwickelte erste vierzylindrige Verbundlok Nord Nr. 701 mit zwei Hochdruckzylindern für den hinteren Antriebsradsatz und zwei Niederdruckzylindern für den Antrieb des vorderen Treibradsatzes. Die mit diesem Prinzip ab 1890 für die französische Chemins de fer du Nord in Serie gebauten Lokomotiven der 2'B-1' -„Atlantic“-Type mit vier Zylindern erwies sich als sehr erfolgreich, und ihr Konstruktionsprinzip wurde von vielen anderen Bahngesellschaften übernommen. Die Preußischen Staatseisenbahnen orderten 79 Maschinen dieser Bauart, die als Gattung Preußische S 7 in den Bestand eingeordnet wurden. Drei Exemplare wurden von der britischen Great Western Railway und eine Maschine von der US-amerikanischen Pennsylvania Railroad bestellt.
In Süddeutschland wird die Verbunddampflokomotive in Baden durch Courtin, in Bayern durch Joseph Anton von Maffei, in Sachsen durch Lindner, in Württemberg durch Kittel eingeführt. In Preußen wird nach anfänglich ausgedehnter Beschaffung und Einsatz von Verbundlokomotiven das Verbundprinzip nahezu völlig wieder aufgegeben, da inzwischen Heißdampf und der Überhitzer verwendet wurden.
Ausgefeiltere Entwicklungen sowie auch hohe Brennstoffkosten führen demgegenüber in Frankreich, Süddeutschland, Österreich und der Schweiz zu weiterer Bevorzugung des Verbundprinzip auch mit Heißdampf, um eine möglichst hohe Steigerung der Wirtschaftlichkeit der Lokomotive zu erreichen. So trat 1908 u. a. Karl Gölsdorf für die Beibehaltung der Verbundwirkung ein. Es folgen bei den österreichischen Staatsbahnen zahlreiche Heißdampf-Verbundlokomotiven, die z. T. leistungsfähige Gebirgslokomotiven mit fünf und sechs gekuppelten Achsen sind. In Russland sorgten Alexander Borodin und Albert Czeczott für die Anwendung des Verbundprinzips.
In England erfolgte 1898 der erfolgreiche Umbau einer „Class 3CC“-Maschine der North Eastern Railway zur Dreizylinder-Verbundlokomotive durch Walter Mackersie Smith (1842–1906). Nach diesem Vorbild wurden von Samuel Waite Johnson bei der Midland Railway fünf 2'B n3v-Maschinen als Class 1000 konstruiert. Davon wurden unter Richard Deeley (1855–1944) weitere 40 Stück mit geringfügigen Änderungen gebaut und alle ab 1914 mit einem Überhitzer für den Heißdampfbetrieb ausgestattet. Ab 1924 wurden von mehreren englischen Lokomotivfabriken für die London, Midland and Scottish Railway (LMS) insgesamt 195 Verbund-Maschinen eines nahezu baugleichen Typs geliefert.
Höhepunkte der Leistungsentwicklung von Verbundlokomotiven wurden in den 1940er Jahren in Europa mit den von André Chapelon durchgeführten „Rekonstruktionen“ einzelner Lokomotiven erreicht. So erfolgte 1943 in Frankreich der Einzelstück-Umbau der vormaligen 2'D1' h3-Lokomotive 241-101 der Compagnie des chemins de fer de l'État zur 2'D2' h3v-Type SNCF 242 A 1 durch André Chapelon, die mit einer indizierten Leistung von 3900 kW als stärkste jemals in Europa gebaute Dampflokomotive gilt.

## Bedeutende Varianten

### Bauart de Glehn

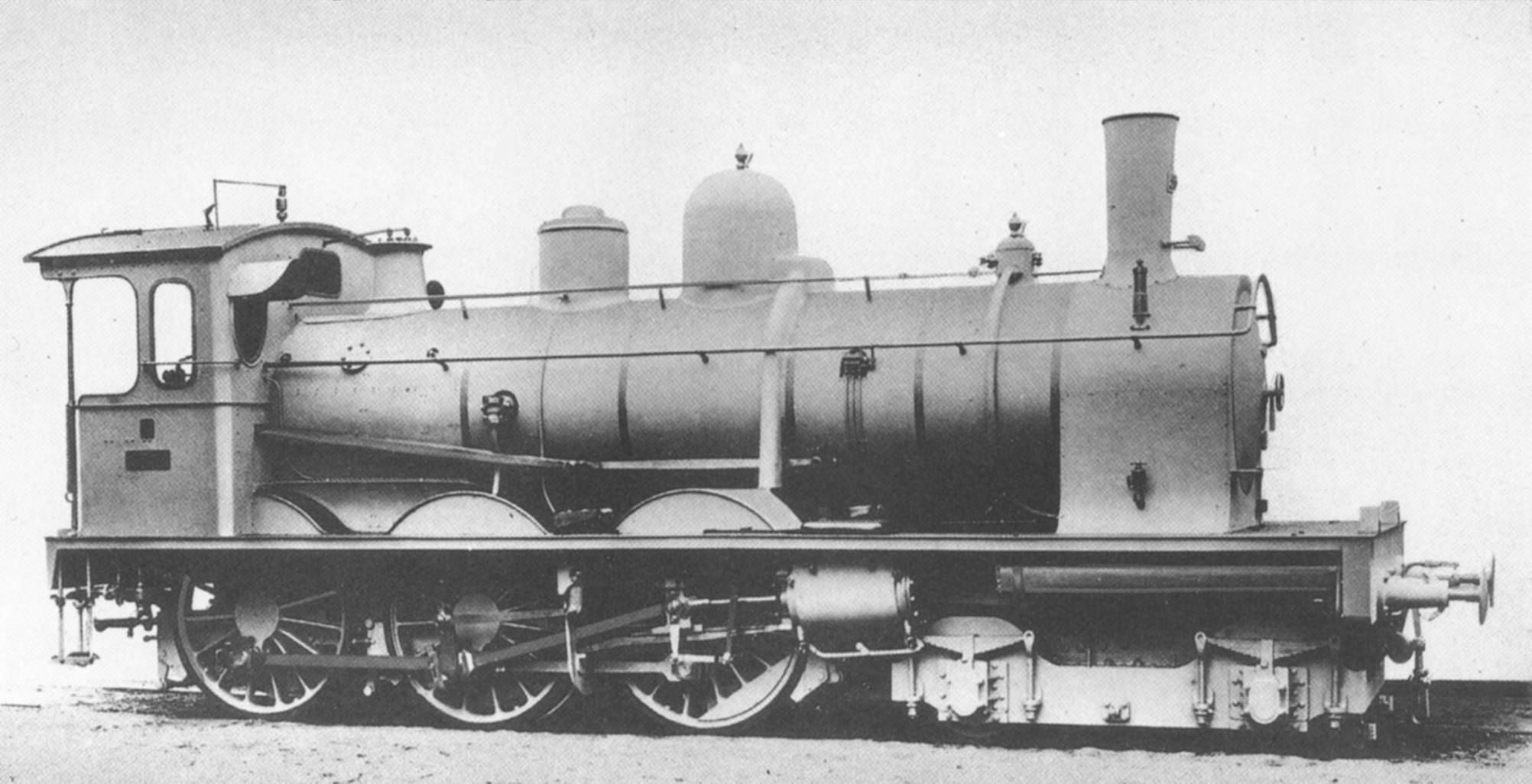
Badische IV e

Bei der Bauart de Glehn (1890) treibt ein Kolbenpaar die erste, das andere die zweite Treibachse, die Arbeit wird also auf zwei Achsen verteilt. Das äußere Hauptmerkmal der Bauart de Glehn waren die außen am Rahmen und relativ weit hinten angebrachten Hochdruckzylinder für die zweite Treibachse. Die zwei Niederdruckzylinder für den Antrieb der ersten Treibachse lagen weiter vorne innerhalb des Rahmens. Diese Aufteilung sollte vor allem eine seitliche Beweglichkeit der Achsen im Kurvenlauf gegeneinander ermöglichen. Mit der ersten Ausführung wurde dabei auf die mechanische Kupplung der gewissermaßen mit „Einzelachsantrieb“ versehenen Treibradsätze durch Kuppelstangen verzichtet. Da die Lokomotive jedoch zum Schleudern neigte, erhielten die nachfolgenden Konstruktionen wieder die üblichen Kuppelstangen.
Ein besonderes Betriebsmerkmal sind die vollständig getrennten Steuerungen für Hoch- und die Niederdruckzylinder, die vom Lokomotivführer mit besonderen Umsteuerungen individuell eingestellt werden können. Das hat den Vorteil, jeweils die vorteilhaftesten Füllungen in beiden Zylindergruppen anzuwenden, die vom Grad der Beanspruchung und von der Fahrgeschwindigkeit abhängig sind. Die mit der Bauart verbundene Anfahrvorrichtung hat einen vom Führerstand aus bedienten Schaltzylinder, außerdem kann durch dünne Rohrleitungen gedrosselter Frischdampf in die Niederdruckschieberkästen eingelassen werden. Daraus ergeben sich vier verschiedene Betriebszustände:
1. Verbundwirkung als Regel für den Beharrungszustand;
2. Vierlingswirkung mit Frischdampf in allen vier Zylindern für das Anfahren;
3. Zwillingswirkung der Hochdruckzylinder allein;
4. Zwillingswirkung der Niederdruckzylinder allein.

Die beiden letzten Schaltungen wurden lediglich für den Notfall der Beschädigung einer der beiden Expansionsstufen betrachtet. Eine ähnliche Anfahrvorrichtung von Borsig verwendet an Stelle der Drehschieber Umschalthähne; die Frischdampfzuführung zu den Niederdruckschiebern wird hierbei zwangsläufig bei Stellung der Hähne auf Hochdruckauspuff geöffnet.
Die Bauart zahlreicher weiterer deutscher, französischer und anderer Dampflokomotiven wird auf de Glehn zurückgeführt: so die badischen Lokomotiven der Gattung IV e, die bayerische C V, die Lokomotiven der Reichseisenbahnen in Elsaß-Lothringen S 12, S 5 und T 17, den preußischen Lokomotiven der Gattungen P 7, S 10, S 5 und S 7, der sächsischen X V, den württembergischen Klassen D und F 1c, sowie den DDR-Umbauten ehemaliger französischer Lokomotiven DR 07 1001 und DR 08 1001. Auch die Lokomotiven der Jura–Simplon-Bahn A 3/5 waren „de-Glehn“-Maschinen.

### Bauart von Borries

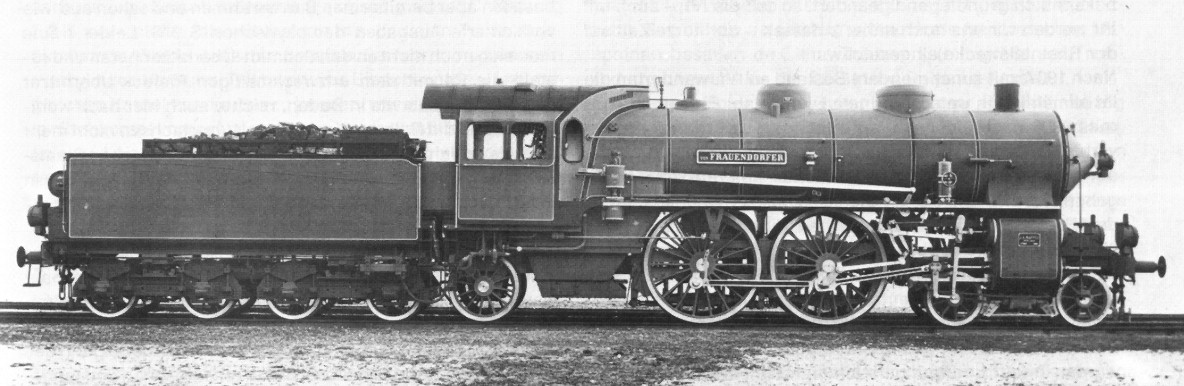
Pfälzische P 4, Bauart von Borries

Lokomotiven nach de Glehn mit einzeln steuerbaren Zylindern setzten eine besondere Vertrautheit des Lokomotivführers mit diesen speziellen Eigenheiten voraus und nahmen die Aufmerksamkeit für den reinen Maschinenbetrieb im Verhältnis zur Streckenbeobachtung in höherem Maße in Anspruch. Hinzu kommt bei dieser Betriebsauslegung eine große Vielteiligkeit der Steuerungen an einer ohnehin schon komplexen Beschaffenheit vierzylindriger Lokomotiven. Dies waren Gründe dafür, dass die Bauart de Glehn nicht durchgängig als einzige Art der Verbundlokomotive Verwendung fand.
So wurde bei der 1897 von August von Borries entwickelten Vierzylinderlok die Steuerungen beider Zylindergruppen derart zusammengelegt, dass nur zwei äußere Steuerungsgestänge vorhanden sind. Alle vier Kolben wirken dabei auf die Kurbelwelle der ersten Treibachse, deren innere und äußere Kurbelwangen entgegengesetzt gerichtet sind, so dass die Kolben in jeweils entgegengesetzter Richtung arbeiten, sich die Beschleunigungskräfte der Triebwerksmassen dabei größtenteils ausgleichen und daher keinen Ausgleich durch Gegengewichte mehr erfordern. Von Borries verbesserte dazu die Anfahrvorrichtungen und schuf auch die theoretischen Grundlagen für eine zweckmäßige Berechnung der Zylinderabmessungen und der Steuerungen.
In Deutschland wurden die bereits als „de Glehn“-Type vorhandenen preußischen Lokomotivgattungen S 5 und S 7 auch als „von Borries“-Type ausgeführt, im Falle der S7 mit 159 Stück in doppelter Zahl wie die „de Glehns“. Die Badische IV f und die Pfälzische P 4 waren ebenfalls „von Borries“-Typen mit 35 bzw. 11 gebauten Exemplaren.

### Bauart Plancher

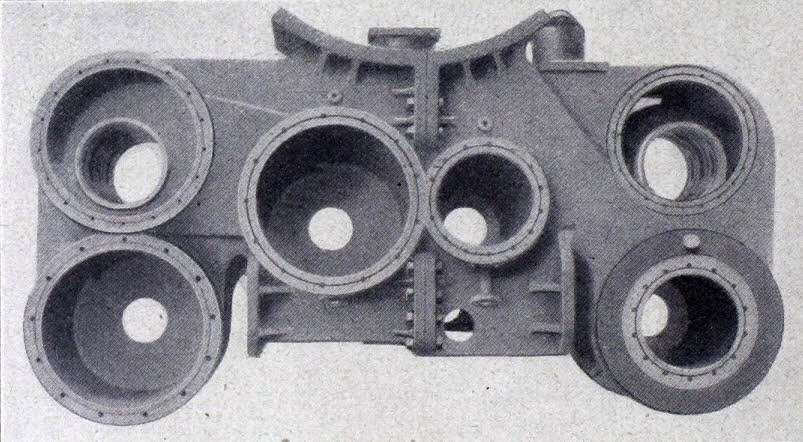
Zylindergussstück einer Plancher-Lokomotive. Links und Mitte links die beiden Niederdruckzylinder, rechts die Hochdruckzylinder. Oberhalb der außen liegenden Zylinder ist der für gemeinsame Kolbenschieber sichtbar.

Enrico Plancher, Oberingenieur der Rete Adriatica, entwickelte eine eigene Bauart von Vierzylinder-Verbundlokomotiven, die vor allem in Italien Verwendung fand. Bei seiner Ausführung waren die Zylinder der gleichen Druckstufe auf derselben Lokomotivseite angeordnet, wobei ein Zylinder das Außentriebwerk, der andere das Innentriebwerk antrieb. Die beiden Zylinder einer Druckebene arbeiteten genau gegenläufig, sodass Dampfzufuhr von einem einzigen Kolbenschieber gemeinsam gesteuert wurde, dafür mussten die Dampfzufuhrkanäle nach dem Schieber für einen Zylinder überkreuzt werden. Alle Zylinder arbeiteten auf eine gemeinsame Treibachse, deren Kurbelzapfen auf jeder Seite um 180° versetzt waren. Der Vorteil dieser Anordnung war, dass nur zwei äußere Steuerungen notwendig waren, dafür musste die Steuerung jeder Lokomotivseite getrennt von der anderen einstellbar sein um ungleichmäßige Belastungen des Triebwerks zu vermeiden. 
Eine der ersten ausgeführten Lokomotiven mit dieser Steuerung war die an der Pariser Weltausstellung 1900 ausgestellte Baureihe 500 der Rete Adriatica. Weitere Beispiele sind die Baureihen 470 und 680 der FS.

### Bauarten Mallet und Meyer

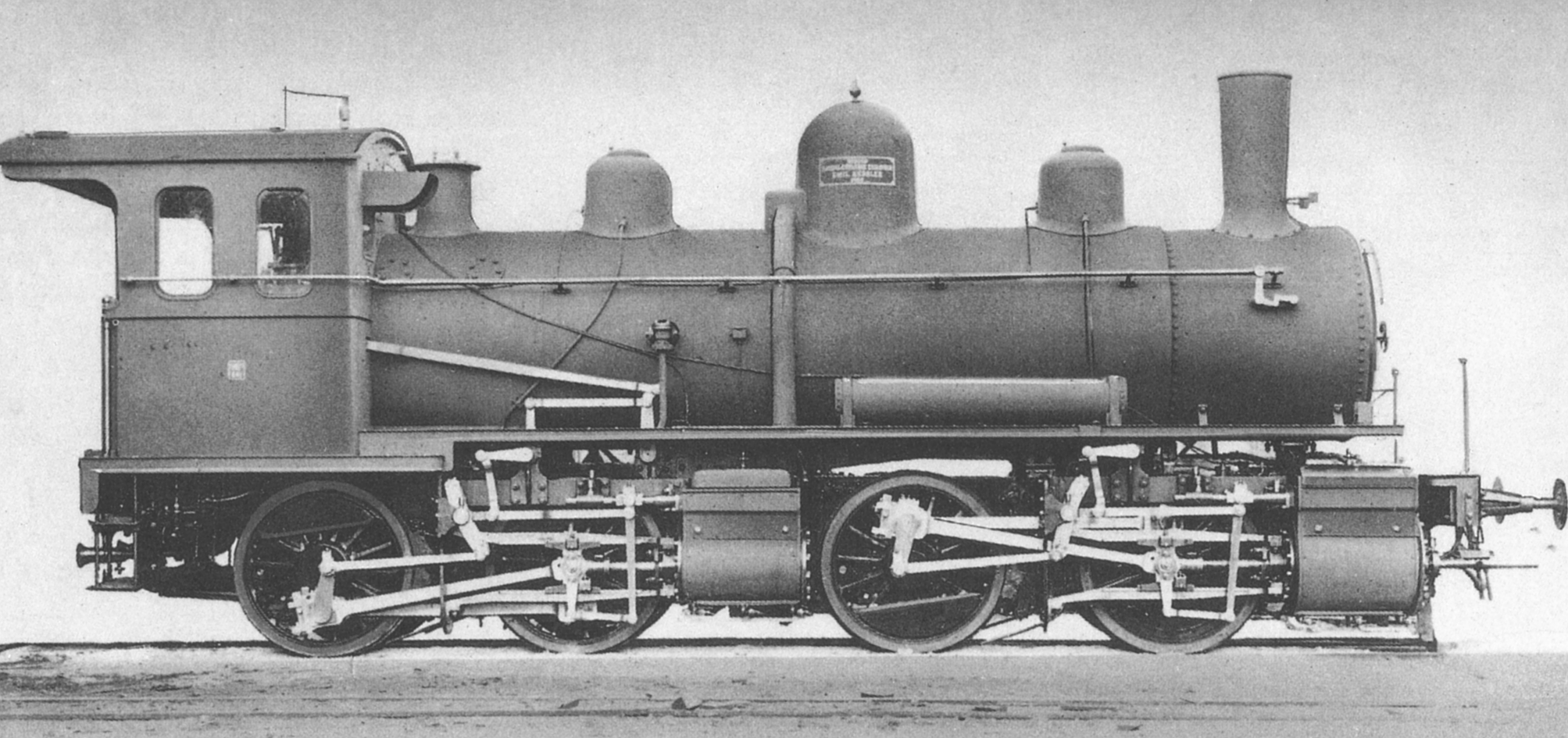
Badische VIII c, Bauart Mallet

Bei Drehgestell-Lokomotiven der Bauart Mallet wird die Verbundwirkung mit Vorteil in der Weise angewendet, dass das eine Gestell die Hochdruck-, das andere die Niederdruckzylinder trägt. Der führende bewegliche Drehgestellrahmen ist deichselartig an den Hauptrahmen gekuppelt. Letzterer trägt auch den Kessel, der vorne beweglich auf dem Drehgestell ruht. Das Hauptgestell wird von den Hochdruck-, das vordere Drehgestell von den Niederdruckzylindern angetrieben. Da der Kessel mit dem Hauptgestell fest verbunden ist, entfallen hier die schwer abzudichtenden beweglichen Dampfrohre. Das relativ lange Dampfleitungsrohr zwischen den Hoch- und den Niederdruckzylindern kann für den nicht sehr großen Ausschlagwinkel genügend beweglich hergestellt werden. Der Abdampf der Niederdruckzylinder wird durch bewegliche Rohre zum Blasrohr in der Kessel-Rauchkammer geführt. Die Steuerungen beider Gestelle werden gleichzeitig betätigt.
Bei der Bauart Meyer sind beide Drehgestelle beweglich, so dass der Vorteil der festen Hochdruckdampfrohre entfällt.

### Bauart Vauclain

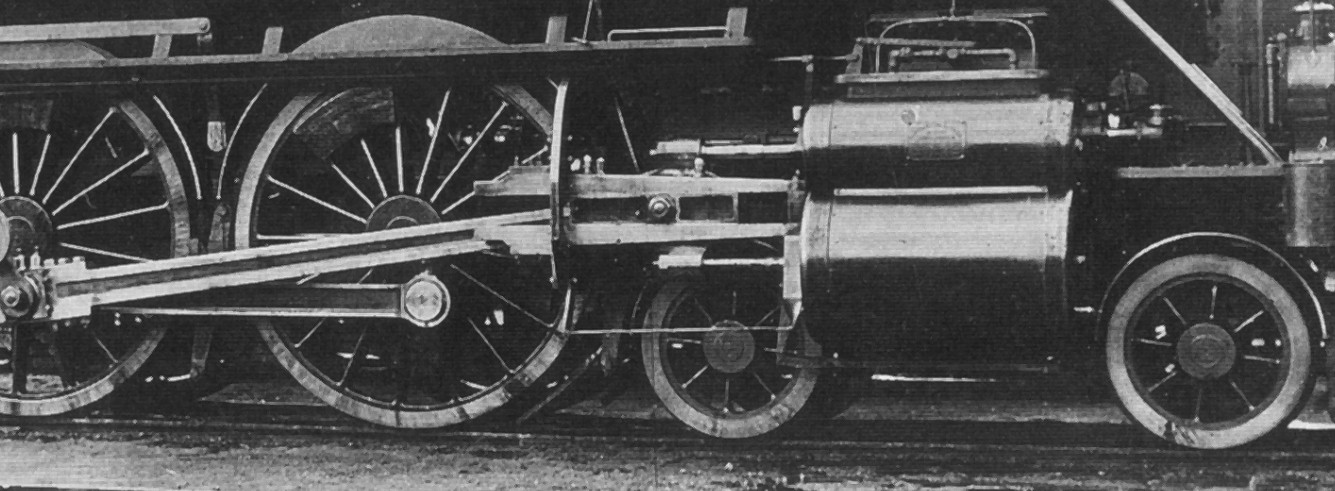
Vauclain-Triebwerk einer Bayerischen S 2/5

Bei dieser vor allem in den USA verbreiteten Bauart waren auf jeder Seite der Lokomotive je ein Hoch- und ein Niederdruckzylinder zu einem Gussstück zusammengefasst. Die beiden Kolbenstangen arbeiteten auf einen gemeinsamen Kreuzkopf. Der Vorteil dieser Bauart war die gute Zugänglichkeit und dass sie ohne die Verwendung von Kropfachswellen auskam. Der wesentliche Nachteil war der schlechte Massenausgleich, da sich die Beschleunigungskräfte der Hoch- und Niederdruckkolben nicht gegenseitig ausgleichen konnten.

### Tandem-Verbundlokomotiven

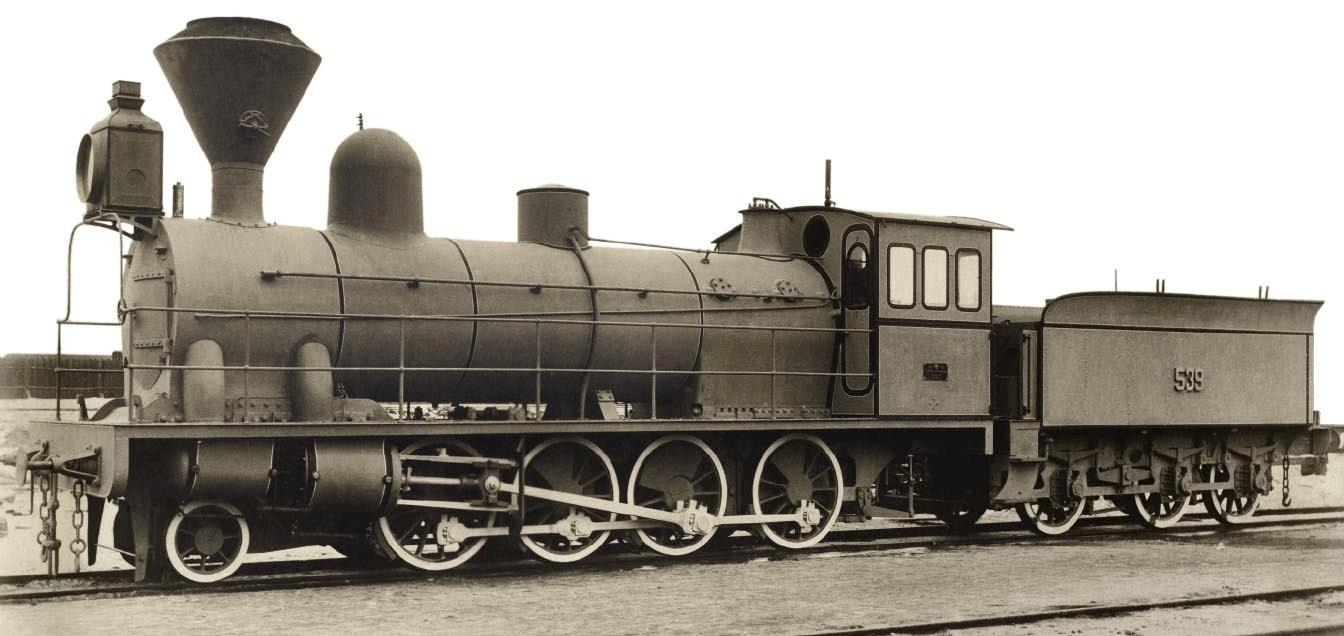
Tandem-Verbundlokomotive der Russischen Baureihe P

Ausgehend von den von Arthur Woolf entwickelten erfolgreichen Land- und Schiffsdampfmaschinen, gingen Versuche mit Tandem-Verbundlokomotiven bis in das Jahr 1868 zurück. Tandemdampfmaschinen hatten hintereinander angeordnete Hoch- und Niederdruckzylinder, die entweder auf einen gemeinsamen Kreuzkopf oder eine durchgehende Kolbenstange wirkten. Die ersten derartigen Lokomotiven liefen in Europa auf britischen Strecken. Es handelte sich dabei um drei Versuchsmaschinen aus den Jahren 1885 und 1886 mit Innentriebwerken. In Frankreich liefen ab 1902 einige 2`C-Tenderlokomotiven und Ungarn setzte ab 1890 2`B-Tandemlokomotiven ein. Mit 93 beschafften Ie blieben sie die erfolgreichsten Tandem-Verbundlokomotiven. Zahlenmäßig stärker produziert wurden die Russische Baureihe П mit 169 und die Russische Baureihe Р mit 477 Exemplaren. Auch in den USA wurde diese Bauart versucht, ohne dass sie sich durchsetzen konnte. Mit ihrer Konstruktion konnte eine Verbundwirkung erzielt werden, ohne dass eine Kropfachse eingesetzt werden musste. Hauptgrund für ihre fehlende Akzeptanz war die unhandliche Instandsetzung der Fahrzeuge.

### Dreizylinder-Verbunddampflokomotiven
Während Webbs oben erwähnter Versuch zu einer Dreizylinder-Verbundlokomotive sich nicht bewährte, wurden spätere Konstruktionen mit mittig angeordnetem Hochdruckzylinder und zwei Niederdruckzylindern vor allem auf englischen Bahnen mehrfach mit teils großem Erfolg ausgeführt. Erfolgreichste britische Konstruktion war die MR-Klasse 1000 (Midland Compound), von der die Midland Railway (MR) 45 Stück bauen ließ und die in abgewandelter Form von der London, Midland and Scottish Railway (LMS) noch mit fast 200 Stück bis Ende der 1920er Jahre nachbeschafft wurde. Höhepunkt der Entwicklung war die nach dem Zweiten Weltkrieg aus einem Umbau entstandene französische 2'D2' h3v-Schnellzuglok SNCF 242 A 1 mit Dreizylinder-Verbundtriebwerk, die eine indizierte Spitzenleistung von 5.300 PSi bzw. 3.900 kW erreichte.
Die Arbeitspunkte der beiden Niederdruckzylinder der 242 A 1 waren während einer Treibradumdrehung um 90° gegeneinander versetzt, der Arbeitspunkt des mittigen Hochdruckzylinders wird mit einem Versatz von 135° mittig den beiden 90°-Arbeitspunkten gegenüberliegend angegeben. Für die Aufnahme und die Verteilung des Niederdruckdampfes von 14 bar aus dem mit 20 bar gespeisten Hochdruckzylinder zu den Niederdruckzylindern war ein Zwischenbehälter vorhanden.
Eine individuelle Ventilsteuerung ermöglichte, zum Anfahren alle drei Zylinder gleichzeitig mit Frischdampf von 14 bar bei einfacher Dampfdehnung zu versorgen. Bei einer Geschwindigkeit von etwa 25 km/h wurde der Niederdruckregler geschlossen und der Hochdruckregler geöffnet, die Maschine lief dann im regulären Verbundbetrieb.
Bei den deutschen Eisenbahnverwaltungen war diese Antriebskonfiguration wenig populär. Lediglich die Königlich Württembergischen Staats-Eisenbahnen unterhielten mit ihren Klassen E (Personenzuglokomotiven, bei Cockerill in Seraing in Belgien produziert) und G (Güterzuglokomotiven aus der Maschinenfabrik Esslingen, Chefkonstrukteur Emil Kessler) zwei Baureihen mit einem Dreizylinder-Verbundtriebwerk, und davon galten auch nur die Güterzuglokomotiven mit dem Spitznamen „Württembergische Elephanten“ als gelungene Konstruktion.
1902 wurde für die Berliner Stadtbahn die von Gustav Wittfeld entworfene Preußische T 6 mit Zweiachsantrieb gebaut, der Innenzylinder wirkte auf die erste, die Außenzylinder auf die zweite Treibachse. Sie bewährte sich nicht, und nur ihre äußerliche Gestaltung ist zu loben.
Zwei Versuchsmaschinen mit der Achsfolge 2'B2' der Konstrukteure Wittfeld und Kuhn wurden 1904 von der Firma Henschel gebaut und als Preußische S 9 Altona 561 und Altona 562 klassifiziert, sie entpuppten sich als Fehlkonstruktion und wurden um 1918 verschrottet.